# Mick Box
Michael Frederick "Mick" Box (* 9. června 1947 Walthamstow, Londýn, Anglie) je kytarista britské rockové skupiny Uriah Heep, který byl dříve členem skupin Stalkers a Spice, společně s původním zpěvákem Uriah Heep Davidem Byronem. Je jediným zakládajícím členem, který v kapele působí od jejího založení v roce 1969 dodnes. V současné době žije se svou druhou ženou a synem v severním Londýně.
Hrál též se skupinami Iris, Spearfish a Rough Diamond. Mick Box hraje na kytaru značky Gibson Les Paul.

## Diskografie

### s Davidem Byronem
- Take No Prisoners
- Baby Faced Killer

### s Uriah Heep
- Very 'Eavy…Very 'Umble
- Salisbury
- Look At Yourself
- Demons And Wizards
- The Magician's Birthday
- Sweet Freedom
- Wonderworld
- Return To Fantasy
- High And Mighty
- Firefly…1976
- Innocent Victim…1977
- Fallen Angel…1978
- Conquest…1980
- Abominog
- Head First
- Equator
- Raging Silence
- Different World
- Sea Of Light
- Sonic Origami
- Wake The Sleeper
- Into The Wild
- Outsider
- Living The Dream

### s Iris
- Matase Alba

### se Spearfish
- Back For The Future